# Bekerah
Bekerah is een bestuurslaag in het regentschap Karo van de provincie Noord-Sumatra, Indonesië. Bekerah telt 310 inwoners (volkstelling 2010).